# Michael Lazarides
Michael Lazarides  (30 de novembre de 1928) és un botànic i destacat agrostòleg australià.
Es desenvolupa científicament com taxonomista vegetal, a la Divisió d'Estudis de Terres, CSIRO, de Canberra.

## Algunes publicacions

### Llibres
- 1970. The grasses of Central Australia. 282 pp.
- 1972. A revision of Australian Chlorideae (Gramineae). 51 pp.
- 1980.  The tropical grasses of Southeast Asia: excluding bamboos. 225 pp.
- 1988. A Checklist of the Flora of Kakadu National Park and Environs, Northern Territory, Australia. 42 pp. ISBN 0-642-52600-1
- 1995. The genus Eriachne (Eriachneae, Poaceae). 98 pp.

## Honors
Entre 1965 i 1966 fou botànic australià oficial d'enllaç (ABLO) als Reials Jardins Botànics de Kew.

### Epònims
- (Amaranthaceae) Ptilotus lazaridis Benl[2]
- (Leguminosae) Acacia lazaridis Pedley[3]
- (Leguminosae) Racosperma lazaridis (Pedley) Pedley[4]
- (Mimosaceae) Acacia lazaridis Pedley[5]
- (Mimosaceae) Racosperma lazaridis (Pedley) Pedley[6]
- (Poaceae) Aristida lazaridis B.K.Simon[7]
- (Poaceae) Aristida lazaridis B.K.Simon[8]
- (Poaceae) Micraira lazaridis L.G.Clark, J.F.Wendel & Craven[9]